# Нікосія (аеропорт)
Міжнародний аеропорт Нікосії (грец. Διεθνές Αεροδρόμιο Λευκωσίας, тур. Lefkoşa Uluslararası Havaalanı) (IATA: NIC, ICAO: LCNC) — аеропорт, який не використовується, розташований 8,2 км (5,1 миля) на захід від столиці Кіпру Нікосії в передмісті Лакатамія. Спочатку це був головний аеропорт острова, але комерційна діяльність припинилася після турецького вторгнення на Кіпр у 1974 році. Зараз на території аеропорту знаходиться штаб-квартира миротворчих сил ООН на Кіпрі.

## Історія

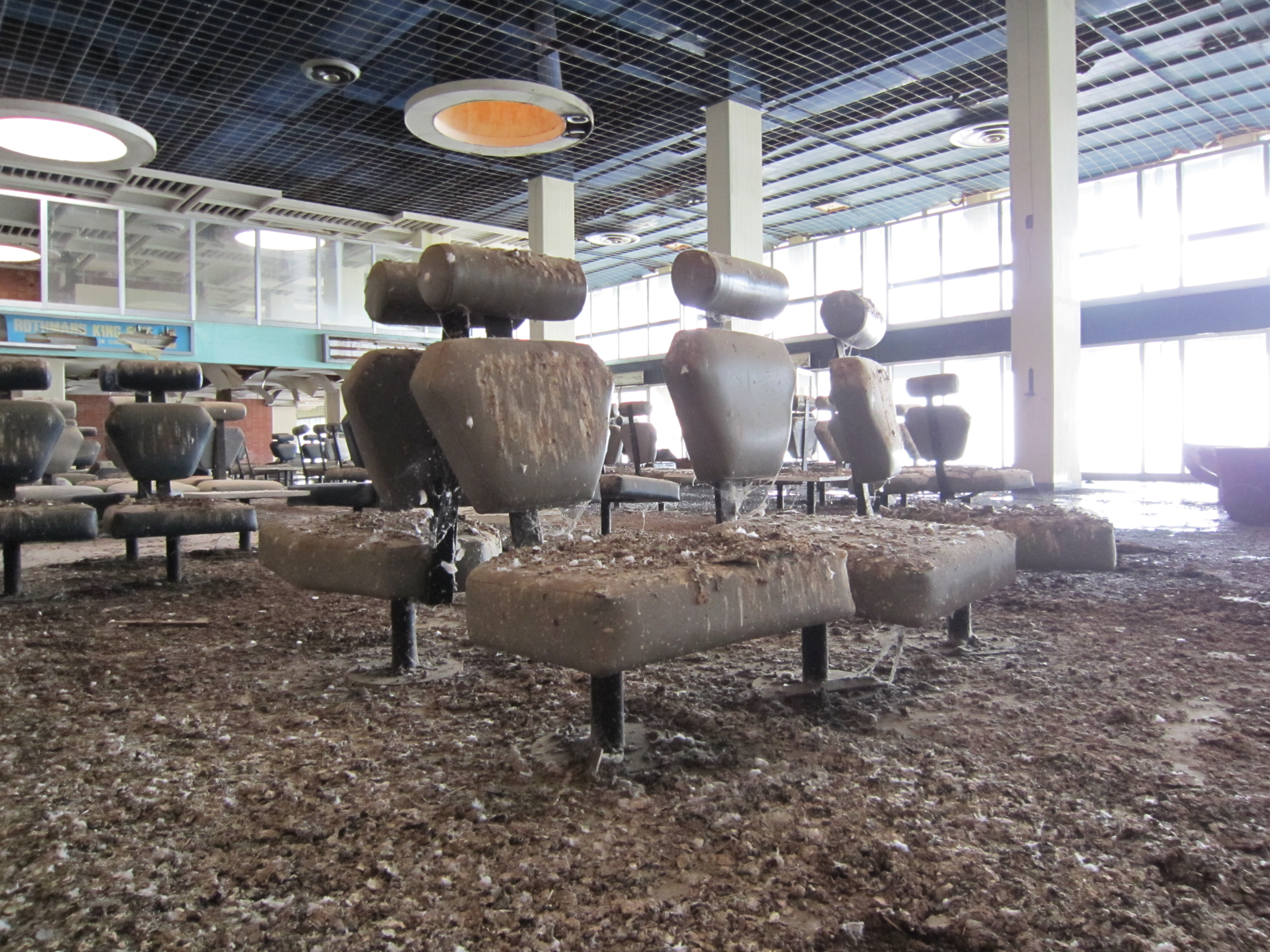
Інтер'єр занедбаної будівлі терміналу

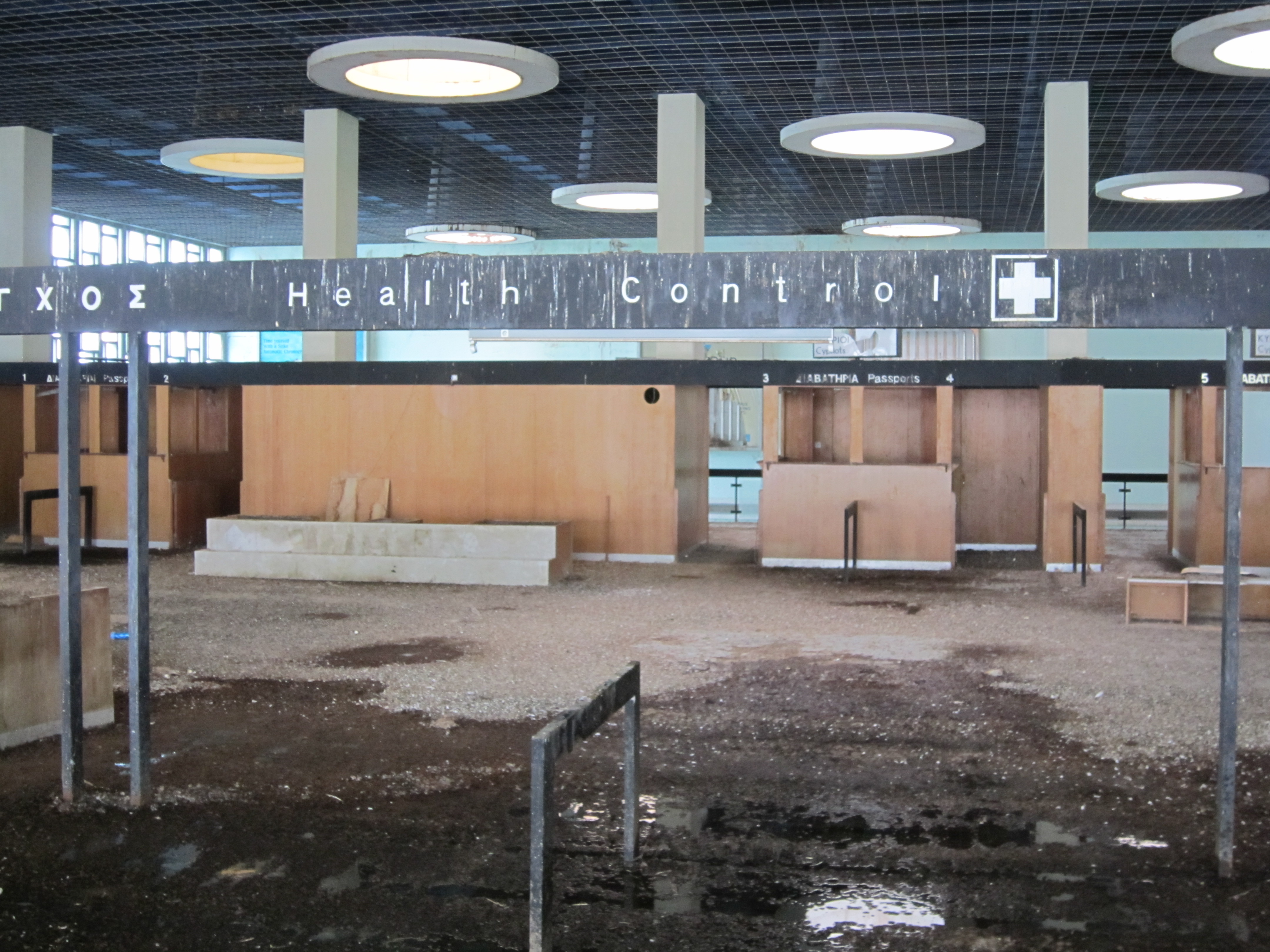
Зона контролю стану здоров'я в занедбаній будівлі терміналу

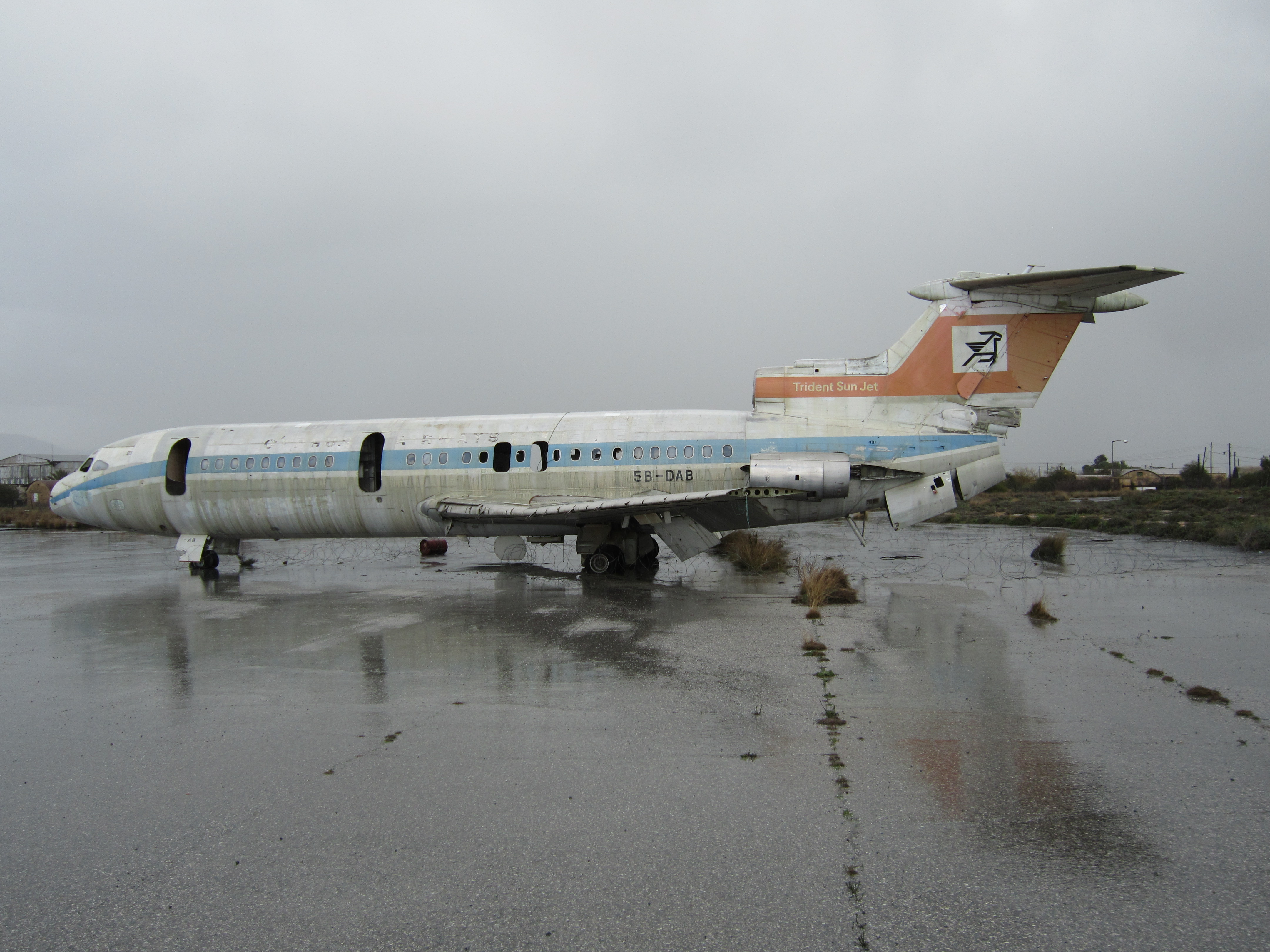
Hawker Siddeley Trident

Міжнародний аеропорт Нікосії був головним аеропортом Кіпру від його будівництва в 1930-х роках як станція Королівських ВПС Нікосії до 1974 року. Спочатку він діяв переважно як військовий аеропорт і досі належить Міністерству оборони Великої Британії. Злітно-посадкова смуга була побудована в 1939 році компаніями Shell і Pierides & Michaelides Ltd. Послуги надавав Misrair з чотиримоторними літаками DH.86.
Під час Другої світової війни об'єкти і злітно-посадкова смуга аеропорту були розширені місцевими підрядниками Стеліосом Йоанну та Георгієм Параскеваїдесом. Американські бомбардувальники використовували злітно-посадкову смугу в 1943/1944 роках, повертаючись після бомбардувань союзниками румунських нафтових родовищ Плоешть.
Після Другої світової війни комерційні послуги були відновлені, і до 1948 року Misrair, BOAC, Cyprus Airways і MEA виконували регулярні рейси.
Надані приміщення були обмежені: три будки Nissen використовувалися як термінальна будівля для митниці, імміграції, цивільної авіації, сигналізації, руху та оперативних служб. Ресторанні послуги надавалися НААФІ.
У 1949 році Департамент громадських робіт спроектував і побудував першу будівлю терміналу вартістю 50 000 фунтів стерлінгів (1879361 фунтів стерлінгів станом на 2015 рік) і було відкрито в травні того ж року. У 1959 році будівля була продовжена разом з пероном для літаків. Будівля була звільнена в 1968 році з відкриттям нового терміналу. стару будівлю продовжували використовувати Літальний клуб Нікосії та інші льотні організації.
ВВС Великої Британії вийшли з аеродрому в 1966 році через обмежений простір, викликаний значним збільшенням руху цивільних літаків. 27 березня 1968 року був відкритий сучасний новий термінал вартістю 1 100 000 фунтів стерлінгів, з яких 500 000 фунтів стерлінгів внесла Британія, спроектований західнонімецькою компанією Dorsch und Gehrmann з Вісбадена і побудований Cybarco. Новий термінал міг прийняти 800 пасажирів одночасно, а паркувальний перон міг обслуговувати до одинадцяти літаків.
У червні 1974 року планувалося розширити термінал і збільшити перон до 16 літаків, з яких два місця мали бути призначені для широкофюзеляжних літаків. Але цього ніколи не сталося: 15 липня 1974 року праві грецькі націоналісти скинули демократично обраного президента Кіпру архієпископа Макаріоса. Аеропорт Нікосії був ненадовго закритий купістами, а потім використаний 17 липня 1974 року для переправлення військ з Греції на Кіпр для підтримки перевороту проти Макаріоса. Лише 18 липня йому дозволили знову відкритися для цивільного руху, коли туристи та інші іноземні громадяни намагалися покинути острів. 20 липня 1974 року Туреччина вторглася на Кіпр, сильно бомбардувавши аеропорт, а також відбувся наземний напад кількох батальйонів. Однак еллінські сили на Кіпрі та сили спеціального призначення кіпрської національної гвардії захищалися від нападу. Після вторгнення аеропорт перейшов під контроль ООН, і він знаходиться під контролем ООН донині. Лідери громади греків-кіпрів і турків-кіпрів обговорювали відновлення міжнародного аеропорту Нікосії на початку 1975 року. Після того, як лідер греко-кіпрської громади архієпископ Макаріос спочатку відхилив пропозицію кіпріотів-турків знову відкрити аеропорт для міжнародного сполучення під спільним контролем, домовленість про його відновлення була «в принципі» досягнута під час переговорів у Відні з 28 квітня по 3 травня 1975 р. Однак обговорення спільного комітету, створеного для цієї мети, були непродуктивними.
Останні рейси комерційних авіакомпаній з аеропорту Нікосії відбулися в 1977 році за спеціальним дозволом ООН, коли три літаки Cyprus Airways, які залишилися там після вторгнення 1974 року, були відправлені інженерами British Airways і доставлені до Лондона. Один з них, Hawker Siddeley Trident 2E, зараз демонструється в Імперському військовому музеї Даксфорда.
Після турецького вторгнення аеропорт став ареною найтяжчих боїв між кіпрськими та турецькими силами, що призвело до того, що Рада Безпеки Організації Об'єднаних Націй оголосила його Захищеною зоною ООН (UNPA) під час конфлікту. Це вимагало від обох сторін відійти щонайменше на 500 м від периметру аеропорту. Після припинення вогню, підписаного 16 серпня 1974 року аеропорт Нікосії став частиною контрольованої ООН буферної зони, що розділяє дві громади на острові, і з тих пір він не функціонує повноцінно. Однак діючі вертольоти Організації Об'єднаних Націй базуються на цьому місці, яке використовується як штаб-квартира миротворчої місії ООН на Кіпрі UNFICYP і використовується як один із місць для міжобщинних мирних переговорів. Він також є домом для ряду місць відпочинку для персоналу ООН.
Після закриття аеропорту Нікосії в 1975 році в Республіці Кіпр був відкритий новий аеропорт в Ларнаці, а в 2004 році на Північному Кіпрі був створений міжнародний аеропорт «Ерджан», обидва на колишніх аеродромах Повітряних сил Великої Британії. «Ерджан» не розглядається урядом Республіки Кіпр як законний пункт в'їзду чи виїзду, тому рейси з нього здійснюються лише до Туреччини, яка окупувала північну частину острова. Міжнародний аеропорт Пафоса також був відкритий в Республіці Кіпр у 1983 році.
Існували певні плани щодо відновлення роботи аеропорту Нікосії під контролем Організації Об'єднаних Націй (ООН) як захід доброї волі, але поки ні греки-кіпріоти, ні турки-кіпріоти серйозно не розглядали цей варіант.
У 2013 році Майкл Параскос з Інституту Корнаро на Кіпрі стверджував, що старий аеропорт Нікосії більше не буде потрібен у разі політичного врегулювання на острові, оскільки на Кіпрі є ще три діючі аеропорти. Пропонувалося перетворити його на неоподатковувану промислову зону, покликану залучати іноземні високотехнологічні фірми та наймати кіпріотів як з грецької, так і з турецької громад на острові.

## Інциденти та аварії

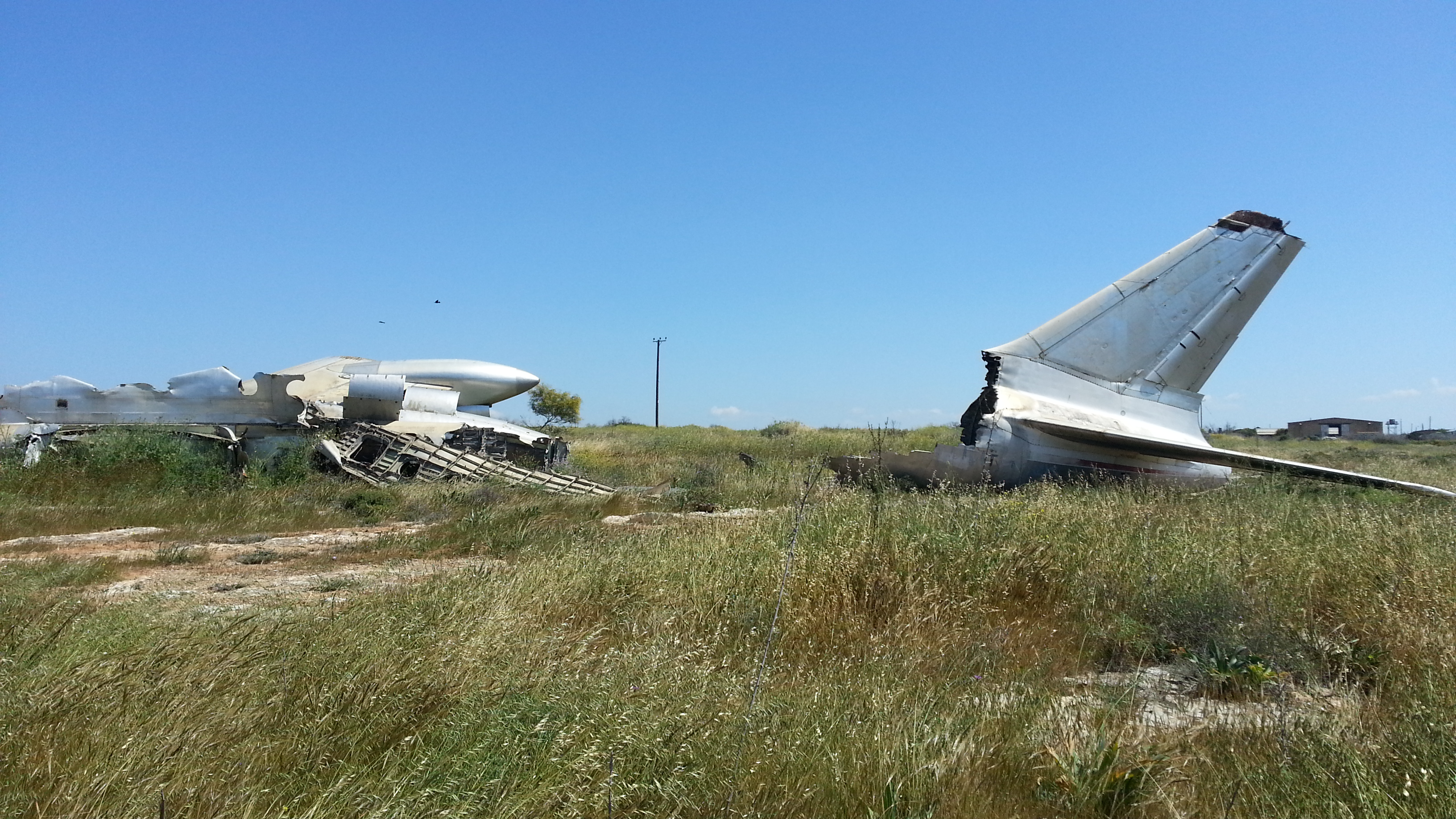
Місце катастрофи Ту-104 поблизу аеропорту Нікосії

- Місце катастрофи Ту-104 поблизу аеропорту Нікосії 3 березня 1956 року Handley Page Hermes (Hermes IV G-ALDW компанії Skyways Limited) був знищений на землі бомбою уповільненої дії в передньому вантажному відсіку. Вибух стався за 20 хвилин до того, як літак мав вилетіти до Сполученого Королівства з 68 пасажирами.[10] Загиблих не було.[11]
- 27 квітня 1956 р. Douglas Dakota Повітряних сил Великої Британії був знищений на землі бомбою, яку, як вважають, поклали винищувачі EOKA.
- 20 квітня 1967 року літак Bristol Britannia розбився на підході до аеропорту в негоду, 126 людей загинули.
- 29 січня 1973 року літак Іл-18 компанії EgyptAir (реєстраційний номер SU-AOV) впав на хребет Пентадактілос на підході до аеропорту, загинувши всі 37 осіб (7 членів екіпажу та 30 пасажирів).[12]
- 29 серпня 1973 року Туполєв Ту-104 Чехословацьких авіаліній, що виконував рейс CSA531 з Дамаска, виїхав на злітно-посадкову смугу після приземлення. Літак мав вилетіти до Праги з Нікосії. Загиблих під час польоту немає, уламки літака все ще знаходяться поблизу аеропорту.
- 20 липня 1974 року два порожніх авіалайнера Cyprus Airways (Hawker-Siddeley HS121 Trident 1E (5B-DAE) і Trident 2E (5B-DAB)) були знищені на землі турецькими ВПС під час турецького вторгнення на Кіпр.
- 22 липня 1974 року 33 людини загинули в результаті дружнього вогню, коли 15 старіючих Норд Норатлас з грецької 354-ї транспортної ескадрильї були призначені для перевезення грецьких сил спеціального призначення для захисту аеропорту від турецьких військ. Ця операція отримала назву Операція Нікі.[13]